# 塔尼娅·德拉吉奇
塔尼娅·德拉吉奇（1991年5月15日—），塞尔维亚女子田径运动员。她曾代表塞尔维亚参加2008年和2012年夏季残疾人奥林匹克运动会田径比赛，其中2012年夏季残奥会获得一枚金牌。